# ジヒドロキシフマル酸デカルボキシラーゼ
ジヒドロキシフマル酸デカルボキシラーゼ(Dihydroxyfumarate decarboxylase、EC 4.1.1.54)は、以下の化学反応を触媒する酵素である。
ジヒドロキシフマル酸 {\displaystyle \rightleftharpoons } タルトロン酸セミアルデヒド + CO2
従って、この酵素の基質は、ジヒドロキシフマル酸のみ、生成物は、タルトロン酸セミアルデヒドと二酸化炭素の2つである。
この酵素はリアーゼ、特に炭素-炭素結合を切断するカルボキシリアーゼに分類される。系統名は、ジヒドロキシフマル酸 カルボキシリアーゼ (タルトロン酸セミアルデヒド形成)(dihydroxyfumarate carboxy-lyase (tartronate-semialdehyde-forming))である。他に、dihydroxyfumarate carboxy-lyaseとも呼ばれる。この酵素は、グリオキシル酸及びジカルボン酸の代謝に関与している。